# نهائي كأس ألمانيا 2011
نهائي كأس ألمانيا 2011 هي المباراة النهائية من منافسة كأس ألمانيا 2010–11، أقيمت المباراة في 21 مايو 2011، في الملعب الأولمبي، بين فريقي نادي دويسبورغ، وشالكه 04، وفاز فيها شالكه 04، بعد أن هزم نادي دويسبورغ، بنتيجة 0 - 5، وكان حكم المباراة فولفغانغ شتارك، وحضر المباراة 75708 شخصاً.

## تفاصيل المباراة
لعبت المباراة النهائية في 21 مايو 2011.
| نادي دويسبورغ | 0 -5 | شالكه 04 |
| ------------- | ---- | --- |
|               |      | جوليان دراكسلر 18 ' · كلاس يان هونتيلار 22 ' · بينيديكت هوفيديس 42 ' · خوسيه مانويل خورادو 55 ' · كلاس يان هونتيلار 70 ' |